# Довгопільська сільська рада (Путильський район)
Довгопі́льська сільська́ ра́да — адміністративно-територіальна одиниця та орган місцевого самоврядування в Путильському районі Чернівецької області. Адміністративний центр — село Довгопілля .

## Загальні відомості
- Населення ради: 2 092 особи (станом на 2001 рік)

## Населені пункти
Сільській раді були підпорядковані населені пункти:
- с. Довгопілля
- с. Греблина
- с. Плита
- с. Стебні

## Склад ради
Рада складалася з 16 депутатів та голови.
- Голова ради: Лахман Петро Юрійович
- Секретар ради: Кермач Олена Кирилівна

### Керівний склад попередніх скликань
| Прізвище, ім'я, по батькові | Основні відомості                                                                                                | Дата обрання | Дата звільнення |
| --------------------------- | --- | ------------ | --------------- |
| Поп'юк Дмитро Іванович      | Сільський голова, 1949 року народження, член Всеукраїнського об'єднання «Батьківщина»                            | 26.03.2006   | 31.10.2010      |
| Лахман Петро Юрійович       | Сільський голова, 1970 року народження, освіта середня спеціальна, член Всеукраїнського об'єднання «Батьківщина» | 31.10.2010   |                 |

Примітка: таблиця складена за даними сайту Верховної Ради України

### Депутати
За результатами місцевих виборів 2010 року депутатами ради стали:

#### За суб'єктами висування
| Суб'єкт висування             | Кількість обраних депутатів | %    |
| ----------------------------- | --------------------------- | ---- |
| Самовисування                 | 12                          | 75   |
| Партія регіонів               | 2                           | 12,5 |
| Народна партія                | 1                           | 6,3  |
| Політична партія «Фронт Змін» | 1                           | 6,3  |

#### За округами
| № округу                      | Прізвище, ім'я, по батькові | Дата визнання обраним | Освіта           | Партійна приналежність              | Відомості про обраного депутата                               |
| ----------------------------- | --------------------------- | --------------------- | ---------------- | ----------------------------------- | ------------------------------------------------------------- |
| Народна Партія                |                             |                       |                  |                                     |                                                               |
| 10                            | Кермач Василь Миколайович   | 08.11.2010            | середня          | позапартійний                       | приватний підприємець                                         |
| Партія регіонів               |                             |                       |                  |                                     |                                                               |
| 1                             | Каб'юк Зінаїда Юріївна      | 08.11.2010            | середня          | позапартійна                        | Стебнівський дошкільний навчальний заклад, завідувачка        |
| 5                             | Котельбан Василь Йосипович  | 08.11.2010            | вища             | позапартійний                       | Держспецлісгосп, майстер                                      |
| Політична партія «Фронт Змін» |                             |                       |                  |                                     |                                                               |
| 11                            | Тонієвич Дмитро Васильович  | 08.11.2010            | середня          | член Політичної партії «Фронт Змін» | приватний підприємець                                         |
| Самовисування                 |                             |                       |                  |                                     |                                                               |
| 2                             | Кочерган Надія Григорівна   | 08.11.2010            | вища             | позапартійна                        | Путильський РФУ, головний спеціаліст                          |
| 3                             | Перепелиця Сергій Дмитрович | 08.11.2010            | вища             | позапартійний                       | тимчасово не працює                                           |
| 4                             | Кермач Олена Кирилівна      | 08.11.2010            | середня          | позапартійна                        | Довгопільська сільська рада, секретар                         |
| 6                             | Юрнюк Михайло Федорович     | 08.11.2010            | незакінчена вища | позапартійний                       | Довгопільська загальноосвітня школа, вчитель                  |
| 7                             | Скрипчук Марія Леонтіївна   | 08.11.2010            | середня          | позапартійна                        | Довгопільська сільська рада, бухгалтер                        |
| 8                             | Юрнюк Борис Федорович       | 08.11.2010            | середня          | позапартійний                       | ПСП «Факт», водій                                             |
| 9                             | Труфен Павліна Іванівна     | 08.11.2010            | середня          | позапартійна                        | тимчасово не працює                                           |
| 12                            | Паучек Василь Васильович    | 08.11.2010            | середня          | позапартійний                       | Держспецлісгосп, лісоруб                                      |
| 13                            | Тонієвич Любов Савівна      | 08.11.2010            | середня          | позапартійна                        | Стебнівський дошкільний навчальний заклад, кухар              |
| 14                            | Скидан Іван Олексійович     | 08.11.2010            | середня          | позапартійний                       | Довгопільська сільська рада, спеціаліст по земельних ресурсах |
| 15                            | Скрипчук Дмитро Іванович    | 08.11.2010            | вища             | позапартійний                       | приватний підприємець                                         |
| 16                            | Тануляк Богдан Богданович   | 08.11.2010            | середня          | позапартійний                       | тимчасово не працює                                           |